# Rinorea sylvatica
Rinorea sylvatica là một loài thực vật có hoa trong họ Hoa tím. Loài này được (Seem.) Kuntze miêu tả khoa học đầu tiên năm 1891.